# سو کوراموتو
سو کوراموتو (انگلیسی: Sō Kuramoto؛ زادهٔ ۱ ژانویهٔ ۱۹۳۵) فیلم‌نامه‌نویس، و کارگردان فیلم اهل ژاپن است.